# جيمي كانون
جيمي كانون (بالإنجليزية: Jimmy Cannon)‏ هو كاتب أمريكي، ولد في 10 أبريل 1909، وتوفي في 5 ديسمبر 1973.